# Reklama wysyłkowa
Reklama wysyłkowa – jeden z rodzajów reklamy bezpośredniej, polegający na wysyłaniu pocztą broszur, listów czy katalogów, które mają nakłonić do natychmiastowego zakupu reklamowanego towaru lub skłonić klienta do zwrócenia się po dalsze informacje.